# David Fincher
David Fincher (født 28. august 1962) er en amerikansk filminstruktør.
Fincher begyndte sin karriere som animator hos Industrial Light & Magic. I de tre år (1980-1983) han var der nåede han at arbejde på film som Jediridderen vender tilbage og Indiana Jones og templets forbandelse. Efter at han forlod Industrial Light & Magic begyndte han at lave musikvideoer for folk som Madonna, George Micheal, Aerosmith og Rolling Stones samt TV-reklamer for store firmaer som Nike, Coca-cola og Budweiser.
I 1992 udkom så hans første spillefilm som var den tredje film i Alien-serien kaldet Alien³. Den blev dog ikke det store hit, bl.a. fordi Fincher ikke kunne blive enige med filmselskabet om hvordan filmen skulle være. I 1995 kom så hans næste film, Se7en, som blev et stort hit. Siden da har han lavet film som The Game, Fight Club, Panic Room, Zodiac og Benjamin Buttons forunderlige liv.

## Udvalgt filmografi
- Alien³ (1992)
- Se7en (1995)
- The Game (1997)
- Fight Club (1999)
- Panic Room (2002)
- Zodiac (2007)
- Benjamin Buttons forunderlige liv (2008)
- The Social Network (2010)
- The Girl with the Dragon Tattoo (2011)
- Kvinden der forsvandt (2014)